# باکونی‌تاماشی
باکونی‌تاماشی (به مجاری: Bakonytamási) یک شهرداری در مجارستان است که در ناحیه پاپا واقع شده‌است. باکونی‌تاماشی ۲۰٫۴۹ کیلومتر مربع مساحت و ۶۹۱ نفر جمعیت دارد.